# Frinide
Frinide di Mitilene (Mitilene, 500 a.C. circa – Atene ?, dopo il 416 a.C.) è stato un poeta e musicista greco antico.

## Biografia
Citaredo, Frinide nacque a Mitilene e fu attivo negli anni 446-416 ad Ateneː infatti si ha notizia che, dedicatosi alla citarodia grazie al suo maestro Aristoclide, discendente di Terpandro, Frinide avrebbe vinto alle Panatenee nel 446, avviando una carriera di successi che terminò all'incirca nel 416 dal proprio allievo Timoteo.

## Ditirambi
Applicando ritmi più liberi, Frinide variò le tonalità della musica tradizionale con le sue kampai ("modulazioni"), operando un profondo rinnovamento della citarodia di Terpandro.

L'inserimento dello stróbilos (στρόβιλος), capotasto della cetra e l'associazione di metri liberi ai dattili resero Frinide uno dei protagonisti del mutamento che portò, nel V secolo, a confondere progressivamente ditirambo e nòmos (νόμος) poetico, facendo prevalere sull'arte poetica quella puramente musicale. Tuttavia, dei suoi ditirambi non resta alcun frammento.